# Die Geburt Christi (Herzogenberg)
Das Oratorium Die Geburt Christi, op. 90 ist ein Werk des Komponisten Heinrich von Herzogenberg, geschrieben und uraufgeführt im Jahr 1894. Den Text stellte der mit Herzogenberg befreundete Theologe Friedrich Spitta zusammen.
Das Werk besteht aus Gemeindechorälen mit Orgelbegleitung, größeren und kleineren Chorsätzen, Solostücken, die zumeist ein Solistenensemble beschäftigen, sowie dem Part des Evangelisten (Tenor), der – wie auch im Bach’schen Weihnachtsoratorium – als Erzähler durch die Handlung führt. Das Werk ist in drei Teile gegliedert, es schreitet von der „Verheißung“ über die „Erfüllung“ der eigentlichen Geburt zur „Anbetung“ durch Engel und Hirten fort.
Die Textgrundlage bilden alttestamentarische Worte aus den Psalmen, der Genesis und Jesaja im ersten Teil (Verheißung) sowie die Weihnachtsgeschichte, im Wesentlichen nach Lukas, im zweiten (Erfüllung) und dritten Teil (Anbetung); abgeschlossen durch den Satz "Also hat Gott die Welt geliebt" aus dem Johannesevangelium. In den Choral-, Chor- und Solosätzen sind 17 traditionelle Weihnachtslieder aufgenommen und verarbeitet, darunter noch heute sehr verbreitete, aber auch einige heute kaum mehr bekannte.

## Entstehung
Das Werk geht auf die Zusammenarbeit Herzogenbergs mit Friedrich Spitta im Sommer 1894 zurück: Spitta wollte ein Werk, das ohne den großen traditionellen Oratorienapparat auch für kleinere Gemeinden aufzuführen war; er sah nur Orgel und Harmonium als Begleitung vor, Herzogenberg hat dann das Streicherensemble und die Oboe (für die Hirtenmusik) durchgesetzt. Die Uraufführung fand am 3. Advent des Jahres 1894 in der Straßburger Thomaskirche statt, vor rund 2000 Zuhörern, mit Herzogenberg als Dirigenten und Spitta als Tenorsolisten.

## Aufbau
Im eröffnenden Vorspiel der großen Orgel wird das Thema aus Martin Luthers berühmtem Weihnachtslied „Vom Himmel hoch, da komm ich her“ fugenartig durchgeführt, bevor die Gemeinde zwei Strophen auf dieselbe bekannte Melodie singt, zum Text der ersten beiden Strophen aus Christian Fürchtegott Gellerts Lied Dies ist der Tag, den Gott gemacht. Pianissimo beginnen dann die Psalmworte der Verheißung im Chorsatz: „Ich harre des Herrn, meine Seele harret“. Die Erwartung auf die Ankunft des Erlösers (Advent) erwächst aus der Tiefe des Rückblicks auf den Sündenfall (1. Mose 3) und gewinnt daraus ihre besondere dramaturgische Dynamik. Dies wird vom Chor kommentiert durch die sechste Strophe aus dem bedeutenden Adventslied „O Heiland, reiß die Himmel auf“: „Hier leiden wir die größte Not, vor Augen steht der bittre Tod“ (Cantus firmus, d. h. die Melodie, im Sopran). Aus der Tiefe zum Licht führt die fünfte Strophe desselben Liedes: „O klares Licht, o schöner Stern ... Komm, Sonne, ohne deren Schein, in Finsternis wir müssen sein“ (Cantus firmus hier im Alt); und die dritte Strophe beschließt diese Satzfolge mit „O Erd',schlag aus“ (Cantus firmus im Tenor). Den Höhepunkt des ersten Teils bilden die Jesaja-Worte „Das Volk, das im Finstern wandelt, siehet ein großes Licht ...“ (Solotenor und Männerchor). Das heute wenig bekannte Weihnachtslied „Kommst du, kommst du, Licht der Heiden“ erscheint als groß angelegter polyphoner Chorsatz mit langsamer Einleitung und Allegro-Fugato; die Melodie liegt jetzt im Bass. Als zusammenfassender Kommentar beschließt der Gemeindechoral „Ich lag in schweren Banden“ den ersten Teil des Oratoriums; zum Einsatz kommen hier die Strophen 4 und 6 aus dem Lied „Wie soll ich dich empfangen“.
Am Beginn des zweiten Teils (Erfüllung) steht die Verkündigung Marias durch den Engel (aus dem Lukasevangelium). Der Engel gebietet Maria, ihren zu gebärenden Sohn Jesus zu nennen, worauf der Chor mit einem Satz auf den Text des Liedes „Jesus ist ein süßer Nam'“ antwortet. Die Verheißung des ewigen Königreichs (Lukas 1, 32-33) mündet in dem Chorstück „Sei gesegnet, teures Reich“, das die zweite Strophe aus dem Lied „Sei willkommen, Davids Sohn“ von Johann Jakob Rambach verwendet. Es folgt Ernst Moritz Arndts Weihnachtsgedicht (und -lied) „Erklinge Lied und werde Schall“ als ein Wechselgesang zwischen Chor und Solistenquartett; es schließt mit „Das ew'ge Heil wird offenbar“, das auf die Weihnachtsgeschichte bei Lukas 2 hinführt. Der Evangelistenbericht über Christi Geburt wird vom Chor mit einem kunstvollen Satz zu „Es ist ein Ros' entsprungen“ kommentiert – eine Schlüsselstelle im gesamten Werk. Nach einem Instrumental-Zwischenspiel folgen Maria (Sopran) und Joseph (Bariton) mit „Joseph, lieber Joseph mein“. Als „Chor der Engel“ singen die hohen Chorstimmen (ohne den Bass) „O heiliges Kind, wir grüßen dich“, ein heute kaum gesungenes Weihnachtslied von Franz Graf von Pocci von 1824. Der zweite Teil kulminiert in dem mächtigen Chorsatz auf „Ehre sei Gott in der Höhe“. Darauf antwortet der Gemeindechoral „Allein Gott in der Höh' sei Ehr'“ und beschließt damit den zweiten Teil.
Eine Hirtenmusik der Streicher und der Oboe leitet über zur „Anbetung“, im Triolenmodus nimmt sie das Thema des folgenden Quempas-Liedes „Kommt und lasst uns Christum ehren“ voraus, das für einen dreistimmigen Kinderchor geschrieben ist. Dann sind die Hirten dran (tiefe Chorstimmen ohne Sopran): „Lasst uns nun gehen gen Bethlehem“, gefolgt von dem passenden traditionellen Weihnachtslied „Kommet ihr Hirten“. „Nun singet und seid froh“ ist wieder als Wechselgesang zwischen Solisten und Chor gestaltet. „Als ich bei meinen Schafen wacht'“, erneut ein Hirtenchor, bestreiten Solotenor – als Vorsänger – und Männerchor. Auf „Gelobet sei der Herr“, d. h. auf die kommentierenden Lukas-Worte zum Heilsgeschehen, baut Herzogenberg einen großen Chorsatz auf, den das Solistenquartett und der Chor im Wechsel singen. Der dritte Teil erfährt eine weitere Steigerung in Dynamik und Stimmenfülle mit dem doppelchörigen Stück auf die Johannes-Worte „Also hat Gott die Welt geliebt“, dem noch der Kinderchor mit dem Cantus firmus „Er ist auf Erden kommen arm“ überlagert ist (die sechste Strophe aus Martin Luthers „Gelobet seist du, Jesu Christ“). – Aber im Sinne des Gesamtwerkes hat die Gemeinde das letzte Wort: mit zwei Strophen aus „Vom Himmel hoch“. Das Orgelnachspiel weist auf das Vorspiel ganz am Anfang des Oratoriums zurück, was bei aller Vielfalt der eingesetzten Elemente die formale Geschlossenheit des Werks unterstreicht.